# Bystra (gmina w województwie stalinogrodzkim)
Bystra – dawna zbiorowa gmina wiejska istniejąca w latach 1945–1954 w województwie śląskim (śląsko-dąbrowskim), katowickim i stalinogrodzkim. Siedzibą władz gminy była Bystra (Śląska) (obecnie część sołectwa Bystra).

## Gmina jednostkowa
Jako gmina jednostkowa, Bystra (Ślaska) od 28 lipca 1920 przynależała do woj. śląskiego (powiat bielski).
Podczas wojny wcielona do III Rzeszy (Powiat Bielitz). 30 listopada 1940 gmina jednostkowa Bystra została zniesiona przez połączenie z obszarem zniesionej zbiorowej gminy Bystra-Wilkowice (przed wojną w powiecie bialskim w woj. krakowskim), tworząc nową zbiorową gminę Bystra (Bistrai-Nord) w Landkreis Bielitz w rejencji katowickiej (Regierungsbezirk Kattowitz) w prowincji Śląsk (Provinz Schlesien), a od 18 stycznia 1941 w wyodrębnionej z niej prowincji Górny Śląsk (Provinz Oberschlesien). 29 lipca 1941 gminę Bystra (Bistrai-Nord) zniesiono 29 lipca 1941, przekształcając ją w zbiorową gminę Szczyrk (niem. Amtsbezirk Schirk) z siedzibą władz w Szczyrku.

## Gmina zbiorowa
Po wojnie powrócono na krótko do stanu sprzed wojny, rekatywując tym samym gminę jednostkową Bystra (Ślaska) w jej oryginalnych granicach granic; gmina powróciła do powiatu bielskiego w województwie śląskim. Jednak już 1 grudnia 1945 roku została przekształcona – według założeń reformy gminnej na Śląsku – w gminę zbiorową Bystra, aczkolwiek o tych samych granicach, w tymże powiecie i województwie. Według stanu z 1 lipca 1952 roku składała się z samej siedziby, przez co nie była podzielona na gromady. 6 lipca 1950 zmieniono nazwę woj. śląskiego na katowickie, a 9 marca 1953 kolejno na woj. stalinogrodzkie.
Gmina została zniesiona 29 września 1954 roku wraz z reformą znoszącą gminy – jej teren został włączony do gromady Bystra (obejmującej oprócz Bystej Śląskiej także Bystrą Krakowską i Meszną).
Od 1 stycznia 1973 roku Bystra Śląska należy do gminy Wilkowice.
Uwaga: Nie mylić z dawną sąsiednią gmina Bystra-Wilkowice (z Bystrą Krakowską), ani z gminą Bystra w powiecie myślenickim (obecnie część gminy Bystra-Sidzina w powiecie suskim).